# 钟明亮
钟明亮（1228年～1233年—1290年）是广南东路循州长乐县龙江堡（今广东省梅州市五华县转水镇）人，元朝初期农民起义领袖。

## 生平
当时，元朝皇帝忽必烈两次入侵日本，国内经济耗损巨大。对三等的北方汉人和四等的南方汉人打压也日益加重，而南方汉人的打压也最为严重，导致南方汉人分别相继起义，而钟明亮就是其中一个。
1287年冬，钟明亮在福建汀州率领南方循州等地汉族、畲族万余人發動起义。钟明亮称大老，攻漳浦等地。這次起义把元朝初期的农民起义推向了高潮，导致了更多的南方汉人相继起义，其中丘应祥和宋士贤就是深受钟明亮影响的两位义军首领。元初南方地区刚刚开始只有這三位义军首领，但是经过了他們的影响，江南一带接連爆发大规模农民起义，形成了骨牌效应。
钟明亮、丘应祥、宋士贤的三人的起义胜利也极大鼓舞了其它农民，間接引發了广东的董贤举的起义、江西的丘元起义、谢主簿起义、刘六十起义、卢大老起义等。后来这四个人的起义军组织成了四盟起义军，福建泉州的陈七师起义军和福建兴化的朱三五起义军为了共同打压元军也结盟在了一起。
1289年正月，钟明亮攻赣州，掠宁都，据秀岭，声势浩大。后被招抚，降元。同年十月，又以万余义军进攻广东梅州、江罗等地，以八千人进攻漳州等地，韶州、南雄等二十余处举兵响应，声势浩大。元朝政府合四省兵力进行镇压，元朝被迫在一年内三次下令减免田租。后来，钟明亮与江南各起义军打通关系，互相协助抵抗元军。钟明亮的一次起义，导致了元朝江南地带大混乱，元朝不得不派遣大量军队去围剿，但他每次都大难不死，逃过了元军的追杀。然而，丘应祥却在1289年被元军将领月的迷失俘获，最终被押往大都（今北京）处死。钟明亮对丘应祥的死感到很可惜，认为失去了三足鼎已失去一足。但他却不肯放弃，坚持同江南起义军共同对抗元朝，1290年二月，钟明亮又降，五月再反，率众攻赣州，在行军中病逝，其部下繼續反元。